# Transformer (film)
Trasformer (Bloodsuckers from Outer Space) è un film horror-commedia americano del 1984 scritto e diretto da Glen Coburn.

## Trama
Gli abitanti di una zona di campagna texana a causa di una misteriosa contaminazione dallo spazio si tramuteranno in zombie-vampiri assetati di sangue. Una coppia di neo fidanzati tenteranno di salvarsi.

## Produzione
Il film è stato girato in Texas, nelle località Enloe e a Dallas.

## Distribuzione
Trasformer ha avuto l'anteprima al Drive-In Movie Festival nell'ottobre del 1984. La distribuzione in Home video, avvenne due anni più tardi, mentre in Italia fu distribuito in vhs solo agli inizi degli anni novanta per la Antoniana. In DVD la versione italiana è stata distribuita per la prima volta nel 2023 dalla Sinister Film versione approvata dal regista, negli USA è uscita nel dicembre 2008 per la Media Blasters.